# Remco perché ti amo
Remco perché ti amo (Nederlands: Remco, omdat ik van je hou) is een nummer van de Belgische Studio Brussel-presentatoren Fien Germijns, Eva De Roo en Thibault Christiaensen. Het nummer, dat gebaseerd is op Sarà perché ti amo van de Italiaanse band Ricchi e Poveri, werd uitgebracht op 5 mei 2023. Een videoclip volgde op 8 mei. Het nummer diende ter aanmoediging van de Belgische wielrenner Remco Evenepoel in de Ronde van Italië, waar hij startte als een van de topfavorieten.

## Voorgeschiedenis
Enkele maanden eerder, toen Remco Evenepoel als een van de topfavorieten aan de start van de Ronde van Spanje 2022 stond, bedachten Fien Germijns en Thibault Christiaensen van de radiozender Studio Brussel het concept Remcoorts. Het was op dat moment 44 jaar geleden dat Johan De Muynck de Ronde van Italië 1978 won, de laatste Belgische overwinning in een Grote Ronde. De term werd toen beschreven als Een toestand van extreme opwinding wanneer je denkt aan Remco Evenepoel die de Vuelta wint. Uiteindelijk loste Evenepoel de verwachtingen in, en won de Vuelta.
Voor de Giro van 2023 wilde Studio Brussel het anders aanpakken, en brachten ze op 5 mei 2023 een supporterslied uit. Het nummer werd ingezongen door Eva De Roo, Germijns en Christiaensen, die bovendien zanger is van de band Equal Idiots. Het nummer is gebaseerd op Sarà perché ti amo dat werd uitgebracht in 1981, en nog steeds populair is in Italië, mede omdat het het supporterslied van de voetbalclub AC Milan is geworden. Enkele dagen later, op 8 mei 2023, werd er ook een videoclip uitgebracht die werd gefilmd op de Muur van Geraardsbergen.

## Internationale aandacht
Het nummer kreeg internationale aandacht, onder meer door tijdens de live-uitzending van de vierde etappe van de Giro op de Italiaanse zender Rai Sport te worden gespeeld. Ook werd er een artikel aan het nummer gewijd in een van de grootste sportkranten, het Italiaanse La Gazzetta dello Sport, en bij andere nieuwssites uit Italië, Nederland en Frankrijk. Op een persconferentie sprak een Italiaanse journaliste van de krant Il Giornale Evenepoel aan over het nummer, maar hij had het toen nog niet gehoord.